# Once Only Imagined
Once Only Imagined es el primer CD de la banda de death metal The Agonist.

## Canciones
Las canciones reflejan temas como la protección (aunque en realidad es una crítica a la destrucción) del medio ambiente; son una crítica a la situación mundial actual en cuanto a las guerras, la pobreza y los efectos negativos de la globalización.
Como es usual dentro de los álbumes del Heavy metal, la pista número 1 es una introducción al resto de las canciones.
La canción Chiaroscuro, podría interpretarse como un interludio, aunque en realidad se encuentra como anteúltima pista.
También podría entenderse como una introducción, al estilo de The Happiest Days of Our Lives y Another Brick in the Wall (Part II) en The Wall

## Portada
La portada es una imagen de dos seres, centrados horizontalmente.
Uno abraza desde atrás al otro.
Ambos tienen el frente de su cuerpo tres cuartos hacia la derecha.
La primera personificación, la que se ubica delante de la otra, es una mujer vestida con ropa clara, color beige claro.
Está usando un antifaz del mismo color y su cabello es un rubio platinado que se acerca mucho a los colores de las cosas anteriores.
En el suelo, desde que comienza el vestido y hacia la derecha, hay flores en gama de beiges o marrones, prevaleciendo los colores claros.
El otro ser, es difícil de identificar.
Aunque tiene forma humana, su cabeza parece tener grandes ojos y boca, aunque esto no se puede apreciar correctamente.
Está vestida totalmente de negro.
En el suelo, desde que comienza su figura y hacia la izquierda, se encuentran imágenes de calaveras, en gamas oscuras de marrones y beiges.
El fondo de la figura refleja una luz gris central, que se pierde radialmente pasando por marrones hasta llegar al negro. A pesar de estar dentro de la gama de marrones, éstos son más fríos que los que se encuentran en las figuras antes descritas.

## Lista de canciones
1. Synopsis
2. Rise And Fall
3. Born Dead: Buried Alive
4. Take A Bow
5. Trophy Kill
6. Business Suits And Combat Boots
7. Memento Mori
8. Serendipity
9. Void Of Sympathy
10. Chiaroscuro
11. Forget Tomorrow

## Videos
Se ha realizado, mediante el director David Brodsky, el vídeo de la canción Business Suits And Combat Boots.